# 1148 (szám)
Az 1148 (római számmal: MCXLVIII) az 1147 és 1149 között található természetes szám.

## A szám a matematikában
A tízes számrendszerbeli 1148-as a kettes számrendszerben 10001111100, a nyolcas számrendszerben 2174, a tizenhatos számrendszerben 47C alakban írható fel.
Az 1148 páros szám, összetett szám. Kanonikus alakja 22 · 71 · 411, normálalakban az 1,148 · 103 szorzattal írható fel. Tizenkét osztója van a természetes számok halmazán, ezek növekvő sorrendben: 1, 2, 4, 7, 14, 28, 41, 82, 164, 287, 574 és 1148.
Az 1148 érinthetetlen szám: nem áll elő pozitív egész számok valódiosztóösszeg-függvényeként..

## Csillagászat
- 1148 Rarahu kisbolygó